# Kamionka (powiat kędzierzyńsko-kozielski)
Kamionka (dodatkowa nazwa w j. niem. Kamionka) – wieś w Polsce położona w województwie opolskim, w powiecie kędzierzyńsko-kozielskim, w gminie Reńska Wieś.
W latach 1975–1998 miejscowość administracyjnie należała do ówczesnego województwa opolskiego.

## Historia
Od końca XVIII wieku wieś posiadała własną pieczęć gminną, z godłem mówiącym, na którym przedstawiono po prawej stos kamieni i wbity w nie kilof, po lewej drzewo liściaste.

## Turystyka
12 lipca 2010, w ramach organizowanego w Prudniku VI Europejskiego Tygodnia Turystyki Rowerowej, w którym wzięli udział rowerzyści z całej Europy, przez Kamionkę prowadziła trasa „Szlakiem Pielgrzyma”.